# 장광츠
장광츠(蔣光慈, 1901년 9월 11일 ∼ 1931년 8월 31일)는 중국 문단에 혜성같이 나타났다가 고작 30세의 나이에 역시 혜성같이 사라진 낭만적 시인, 소설가이자 혁명가였다. 원명은 장루헝(蔣如恒)이고 다른 이름으로 장광츠(蔣光赤)를 쓰기도 했다. 안후이성(安徽省) 류안시(六安市) 진자이현(金寨縣) 바이타판향(白塔畈鄕)에서 태어나 1917년 여름에 우후(蕪湖)의 성립오중(省立五中)에 입학했다. 5·4운동 이후에는 교지 ≪자유화(自由花)≫의 편집장이 되어 우후 지역의 학생운동을 적극적으로 이끌었으며 우후학생연합회의 부회장을 맡기도 했다.
1920년에는 천두슈(陳獨秀, 1879∼1942)의 소개로 상하이에서 사회주의청년단에 가입했다. 1921년 5월에는 모스크바 동방노동자공산주의대학에 입학해 공부하면서 창작을 시도했으며 이듬해에 공산당에 가입했다. 1924년 가을에 귀국해 상하이대학 사회학과에서 가르치면서 선쩌민 등과 춘뢰문학사를 꾸렸다. 1925년 1월에는 자신의 최초 시집 ≪새로운 꿈(新夢)≫을 출판했으며 2월에는 창조사에 가입했다. 4월에는 베이징(北京)으로 올라가 중공 북방구(北方區) 집행위원회에서 일하다가 11월에 상하이로 돌아와 상하이대학에서 가르쳤다. 1926년에 중편소설 ≪소년 방랑자(少年飄泊者)≫가 간행되면서 큰 반향을 일으켰고, 1927년 11월에 상하이 노동자의 무장봉기를 반영한 ≪단고당(短褲黨)≫이 출판되었는데, 이는 중국 프롤레타리아 혁명문학의 최초 성과 가운데 하나로 손꼽히는 작품이다.
1928년에는 멍차오(孟超, 1902∼1976), 첸싱춘(錢杏邨, 1900∼1977) 등과 태양사(太陽社)를 꾸리고 ≪태양월간≫, ≪시대문예≫, ≪해풍주보(海風周報)≫ 등 간행물을 편집했다. 특히 ≪태양월간≫ 창간호에 실린 논문 ＜현대 중국 사회와 사회생활＞, ＜혁명문학에 관해＞는 창조사, 태양사와 루쉰(魯迅, 1881∼1936) 간의 혁명문학 논쟁을 불러일으켰다. 1929년 4월에는 장편소설 ≪리사의 슬픔(麗莎的哀怨)≫을 출판했는데, 이 소설에서 백러시아계의 귀족 여성을 동정했다는 이유로 좌익 문예계로부터 혹평을 받기도 했다. 1929년 11월 일본에서 요양하던 기간에 태양사 도쿄 지부를 설립하고 계속 문학 창작에 종사했다. 귀국한 뒤에는 루쉰, 러우스(柔石, 1902∼1931), 펑쉐펑(馮雪峰, 1903∼1976) 등과 중국좌익작가연맹 주비소조(籌備小組)를 조직했으며, 1930년 3월 중국좌익작가연맹이 성립된 뒤 후보 상무위원으로 선임되었다. 11월에 탈고한 장편소설 ≪포효하는 대지(咆哮了的土地)≫는 1927년 대혁명 실패 후 농촌의 첨예한 계급투쟁을 반영했는데, 이는 작자의 가장 성숙한 작품으로 평가받는다. 이로부터 오래지 않아 당시 당내 리리싼(李立三, 1899∼1967) 노선의 좌경 모험주의에 불만을 품고 자진해서 탈당을 신청했다.
1931년 4월에 폐병이 악화되어 8월 31일 상하이 퉁런의원(同仁醫院)에서 사망했다.